# Hydroekologia
Hydroekologia – interdyscyplinarna dziedzina naukina styku hydrologii i ekologii, której celem jest zrozumienie skomplikowanych interakcji między ekosystemami a procesami hydrologicznymi, oraz innymi pokrewnymi obszarami nauki takimi jak geomorfologia czy gleboznawstwo, podkreślająca szerokie implikacje dotyczące zarządzania równowagą między rosnącym zapotrzebowaniem człowieka na wodę a potrzebami ekosystemów zależnych od wody Termin hydroekologia jest szeroko stosowany do badań integrujących fizyczne procesy z obszaru hydrologii z biologicznymi procesami z zakresu ekologii, które można wykorzystywać celem poprawy jakości wody, stanu ekologicznego ekosystemów wodnych i dobierania oraz projektowania zabiegów renaturyzacyjnych i rewitalizacyjnych. Hydroekologia jest ważna dla zarządzania zasobami wodnymi i ochrony ekosystemów przed skutkami działalności człowieka i zmian klimatycznych. Zasady hydroekologii są wykorzystywane do opracowywania zrównoważonych praktyk gospodarowania wodą, obejmujących m.in. odnowę rzek, kontrolę powodzi, zrozumienia mechanizmów suszy i ekosystemowego podejścia do zasobów wodnych

## Historia terminu hydroekologia
Termin hydroekologia (i ekohydrologia), zaczęły być coraz częściej używane przez międzynarodową społeczność naukową na początku lat 2000. Zakres naukowy tej dziedziny ewoluuje   . Analiza bibliograficzna wykazała rozwój i wyraźne poszerzanie terminu hydroekologia (i ekohydrologia) oraz zidentyfikowała obszerny zbiór „ukrytej” literatury hydroekologicznej, która nie została tak jednoznacznie zaklasyfikowana, a wpisuje się w definicję hydroekologii.
Hydroekologia obejmuje krytyczne pytania badawcze, których nie można rozwiązać bez integracji wielu dziedzin nauki. Obejmuje różnorodne obszary badawcze i wiele skal. W skali globalnej i regionalnej procesy hydrologiczne oddziałują z klimatem i roślinnością lądową, i wyznaczają dostępność wody dla ludzi i ekosystemów. W skali regionalnej i lokalnej flora i fauna współewoluowały z reżimami hydrologicznymi, tak, że np. zmiany w częstotliwości lub wielkości powodzi mogą prowadzić do wyginięcia gatunków lub zmian w rozmieszczeniu. Reżimy przepływu i ich interakcja z glebami i osadami wodnymi wpływają na obieg składników odżywczych, sukces reprodukcyjny roślin i zwierząt oraz dynamikę sieci pokarmowych. Podobnie jak przepływ wpływa na procesy i wzorce ekologiczne, te ostatnie wywierają silny wpływ na dostępność i jakość wody. Ekologiczne skutki poboru i przesyłu wody mogą skutkować sprzężeniami zwrotnymi, które z kolei prowadzą do nowych wzorców przepływu i mieszania się wody.

## Wyzwania i perspektywy na przyszłość dla hydroekologii[17][23]
Naukowcy popierają interdyscyplinarne podejście do hydroekologii, w którym ekolodzy i hydrolodzy synergicznie korzystają z osiągnięć obu nauk, co powinno zapewnić uzyskanie bardziej wnikliwych odpowiedzi na problemy hydroekologiczne i pytania dotyczące zarządzania środowiskami wodnymi i zasobami wody.

## Założenia i zasady badań hydroekologicznych[24][25]
- dwukierunkowa natura interakcji hydrologiczno-ekologicznych i znaczenie mechanizmów sprzężenia zwrotnego;
- wymóg podstawowego zrozumienia procesu oraz prawdopodobnego łańcucha przyczynowości;
- zakres przedmiotu obejmujący: (a) pełny zakres (naturalnych i dotkniętych działalnością człowieka) siedlisk/środowisk zależnych od wody oraz (b) florę, faunę i całe ekosystemy;
- potrzeba rozważenia interakcji działających w zakresie skal przestrzennych;
- interdyscyplinarny charakter badań.

## Przykładowe tematy badawcze i aplikacyjne z zakresu hydroekologii[6]
- Wpływ drzew na cykl hydrologiczny w ekosystemach leśnych
- Powodzie i susze, czyli zaburzenia powodowane zmianami przepływu
- Procesy wymiany wód powierzchniowych i podziemnych
- Funkcjonowanie ekosystemu rzecznego: analizy zależności skali czasowej i przestrzennej
- Renaturyzacja rzek
- Zmiany klimatu
- Badanie wpływu zmienności reżimu przepływu na organizmy wodne
- Rola terenów zalewowych w łagodzeniu oddziaływania zanieczyszczeń rozproszonych i powierzchniowych
- Hydroekologiczne wzorce zmian w zbiorowiskach roślin rzecznych
- Hydroekologia rzek górskich
- Podstawy naukowe zarządzania zasobami wodnymi i regulacją rzek
- Znaczenie ekologiczne stref retencji wodnej
- Monitorowania interakcji hydroekologicznych wód powierzchniowych i podziemnych w ekosystemach wodnych

## Kształcenie
Hydroekologia (lub ekohydrologia) jest rozwijającym się obszarem kształcenia akademickiego, funkcjonującym jako samodzielny kierunek lub specjalność w ramach studiów z zakresu nauk o środowisku. Programy studiów łączą zagadnienia z zakresu funkcjonowania całych ekosystemów, zarówno z perspektywy aspektów hydrologicznych jak i przyrodniczych. Studia w tym zakresie oferowane są m.in. w Stanach Zjednoczonych, Belgii, Portugalii, oraz w Polsce, odpowiadając na zapotrzebowanie rynku pracy na specjalistów z zakresu ochrony zasobów wód i zarządzania ekosystemami wodnymi. 